# Ouadane
Ouadane (arabo: وادان) è una città del nord-ovest della Mauritania, situata sull'altopiano dell'Adrar, a nord-est di Chinguetti. Venne fondata nel 1147 dalla tribù berbera Idalwa el Hadji e divenne ben presto un importante tappa per le carovane nonché centro di commercio.
Una stazione di posta portoghese venne stabilita qui nel 1487, ma la città subì un netto declino nel XVI secolo. La vecchia città (un patrimonio dell'umanità), nonostante sia in rovina è ancora sostanzialmente intatta, mentre un piccolo insediamento moderno si trova subito fuori dalle sue porte.
La città è anche sede dell'unico comune del dipartimento (moughataa) omonimo della regione di Adrar. Secondo il censimento del 2000 il dipartimento aveva 3 695 abitanti